# Jay Gordon
Jay Gordon est le chanteur du groupe rock Orgy. Il est également un producteur, musicien et journaliste américain né à San Francisco en Californie, le 30 janvier 1967. Pendant 5 ans, il joue de la basse dans le groupe Crazy Town puis rencontre Ryan Shuck et plus tard fait partie de Orgy. Il signe un contrat chez Elementree records grâce à Ryan qui était dans l'ancien groupe de Jonathan Davis du nom de Sexart.
Il a participé à la bande originale de Queen Of The Damned aux côtés de Jonathan Davis de KoRn, Wayne Static de Static-X, David Draiman de Disturbed, Chester Bennington de Linkin Park et Marilyn Manson. Il a écrit Revival sur l'album Candyass avec Jonathan Davis et sa voix apparaît aussi sur l'album The Gift Of The Game du groupe Crazy Town sur la chanson « Black Cloud ». 
Il joue aussi dans le film The Game.